# Sippy Cup
Sippy Cup è un singolo della cantante statunitense Melanie Martinez, pubblicato il 31 luglio 2015 come primo estratto dal terzo album in studio Cry Baby.

## Antefatti e composizione
Nell'intervista con SPIN, Melanie ha descritto Sippy Cup come la seconda parte di Dollhouse: 

## Il brano
È una canzone alternativa in cui vengono rivelati finalmente gli eventi che seguono ciò che avviene in Dollhouse. Parla della madre di Cry Baby che uccide suo padre e la sua amante. La stessa ''sippy cup'' (tazza per bambini) è metaforica per la mancanza di essere disposti a riconoscere la realtà, la riluttanza a confrontarsi con la propria realtà, specialmente quando si tratta di relazioni.
Lo sciroppo, in questo caso, è alcol, un'allusione all'abuso di alcool della madre di Cry Baby. Mettere una bevanda alcolica in una tazza per bambini non significa che non sia più alcol. Non importa quanto una persona possa provare a mascherare una situazione, alla fine il problema persiste.
Il verso "Kids are still depressed when you dress them up" (I bambini sono ancora depressi quando li vesti alla moda) descrive come non importa ciò che facciamo all'esterno, i nostri sentimenti interiori rimangono gli stessi.

## Video musicale
Il video è stato pubblicato sul canale YouTube della cantante il 31 luglio 2015. Riprende il tema dell'alcolismo della madre e dell'infedeltà del padre: mentre la donna si ubriaca, l'uomo porta a casa la sua amante. La madre li scopre insieme e li uccide. Viene successivamente scoperta dalla figlia, che addormenta con un sonnifero per farle dimenticare l'accaduto. Al suo risveglio, Cry Baby trova sua madre che le fa bere alcool da un biberon.

## Tracce
1. Sippy Cup – 3:15